# 増田達至
増田 達至（ますだ たつし、1988年4月23日 - ）は、兵庫県洲本市出身の元プロ野球選手（投手）。右投右打。

## 経歴

### プロ入り前
由良小学校4年生の時に野球を始め、当時は捕手、遊撃手。由良中学校では軟式野球部に所属し、3年生の時に投手になった。柳学園高校では1年生の夏にベンチ入りし、秋にはエースになった。甲子園出場経験は無い。
福井工業大学経営情報学科に入学する。硬式野球部に入部し、1年生の春にはベンチ入りした。4年生時の北陸大学野球・春季リーグで5勝を挙げるなどの成績でベストナインを獲得。大学通算成績は35試合171回1/3を投げ11勝9敗、防御率1.42。
大学卒業後にはNTT西日本に入社。同社野球部では1年目の春に公式戦に登板。2年目は抑え投手を務め、第83回都市対抗野球大会2回戦では8回の途中で救援登板し、1回1/3を投げ被安打0、無失点だった。
2012年10月25日に行われたプロ野球ドラフト会議では、東浜巨の交渉権を重複指名による抽選で外した埼玉西武ライオンズと、同様に森雄大を外した広島東洋カープから1位指名を受け、抽選の結果西武が交渉権を獲得。契約金1億円プラス出来高5000万円、年俸1500万円（金額は推定）で合意し、入団した。背番号は14。
ドラフト会議後の11月に行われた第38回社会人野球日本選手権大会では計2試合2回2/3を投げ被安打0、無失点だった。12月25日には入籍している。

### 西武時代
2013年は春季キャンプをA班で迎えたが、状態が上がらず2月23日からB班に合流し、3月の二軍戦では左脇腹を負傷して実戦から離れた。5月下旬に実戦復帰し、6月12日に一軍初昇格を果たすと、翌13日の中日ドラゴンズ戦、同点の延長11回からプロ初登板となったが、一死一・二塁から浅村栄斗の悪送球により勝ち越しを許し、自責点0で敗戦投手となった。6月23日のオリックス・バファローズ戦では同点の10回に登板し、1イニングを無失点に抑えてプロ初ホールドを記録すると、同30日の北海道日本ハムファイターズ戦では同点の7回裏、二死一・二塁の場面で登板。1/3回を無失点に抑えると8回表にチームが勝ち越し、プロ初勝利を挙げた。7月18日に行われたフレッシュオールスターではイースタン・リーグ選抜メンバーに選ばれ、1イニングを無失点に抑えた。9月1日のオリックス戦では一死も取れずに降板した先発・西口文也の後を受け、5回2/3を1失点と好投。夏場以降調子を落としていた野上亮磨が中継ぎへ配置転換されると、増田は先発に回り、9月26日の東北楽天ゴールデンイーグルス戦でプロ初先発。4回1/3を投げ1失点で勝敗はつかなかった。ルーキーイヤーは一軍で42試合（2先発）に登板し、5勝3敗5ホールド・防御率3.76を記録。オフに600万円増となる推定年俸2100万円で契約を更改した。
2014年は右肩痛により開幕は二軍で迎えた。5月13日に出場選手登録されると、セットアッパーとして起用され、右肘の炎症で1か月ほど戦列を離れた時期もあったが、この年は44試合全てにリリーフ登板。3勝4敗22ホールド・防御率2.82という成績を残し、オフに900万円増となる推定年俸3000万円で契約を更改した。
2015年は初めて開幕一軍入りを果たし、開幕からセットアッパーとしてフル回転。7月16日に第1回WBSCプレミア12の日本代表第1次候補選手に選出されると、監督選抜によりオールスターにも選出された。同18日に行われた球宴第2戦に4番手として登板し、1イニングを無失点に抑えた。9月8日のオリックス戦では2点リードの9回表、二死一・二塁の場面で登板。1/3回を無失点に抑えてプロ初セーブを挙げると、夏場以降調子を落としていた髙橋朋己に代わり、シーズン終盤はクローザーを務めた。この年はリーグ最多の72試合に登板し、2勝4敗40ホールド3セーブ・防御率3.04と好成績を収め、最優秀中継ぎ投手のタイトルを獲得した。オフに4000万円増となる推定年俸7000万円で契約を更改した。
2016年は2年連続で開幕を一軍で迎えるも、開幕直後は球速が出ておらず、髙橋朋己がクローザーを務めていた。しかし、髙橋も開幕戦で救援失敗するなど状態が悪く、一方で増田は4月に入って調子を上げ、クローザーを任されるようになり、髙橋が肘痛で登録を抹消されるとクローザーに定着。53試合の登板で3勝5敗5ホールド28セーブ・防御率1.66、複数失点を喫したのは2試合のみとこの年も好成績を収め、オフに2500万円増となる推定年俸9500万円で契約を更改した。
2017年は開幕からクローザーを務めたが、この年は被本塁打が多く、前年に比べ救援失敗が目立った。57試合の登板で1勝5敗4ホールド28セーブ・防御率2.40を記録し、オフに2000万円増となる推定年俸1億1500万円で契約を更改。また翌年から選手会長に就任することとなった。
2018年も開幕からクローザーを務めるも、本調子からは程遠いピッチングが続いた。チームの苦しい台所事情もあってクローザー起用が続いたが、5月末から交流戦にかけて4敗を喫すると、中継ぎへ配置転換。その後も調子が上がらず、7月5日に出場選手登録を抹消された。8月21日に一軍再昇格を果たすと復調し、9月は2勝0敗2セーブ・防御率2.08を記録した。しかし、シーズン成績は41試合の登板で2勝4敗2ホールド14セーブ・防御率5.17とキャリアワーストの数字であり、オフの契約更改では自身初のダウン提示。1500万円減となる推定年俸1億円でサインした。
2019年、開幕前の勝ちパターンの構想は「状況や調子の良し悪しによってヒース・マーティン・増田の3人で回す」というものであったが、ヒースが開幕戦から調整不足を露呈し、3月30日に早くも登録抹消。マーティンも4月に入り失点が続くなど安定感を欠き、クローザーの座に返り咲くと、抜群の安定感を誇るピッチングを続け、9月11日の福岡ソフトバンクホークス戦で史上32人目の通算100セーブを達成した。同24日の千葉ロッテマリーンズ戦でも9回に登板すると、レオネス・マーティンから三振を奪い、この瞬間チームの2年連続のリーグ優勝が決定し、胴上げ投手となった。キャリアワーストの前年から見事に復活を遂げ、65試合に登板して4勝1敗7ホールド30セーブ・防御率1.81・WHIP0.88と好成績を収め、リーグ連覇の大きな原動力となった。オフには最優秀バッテリー賞を森友哉と共に受賞し、契約更改では9000万円増となる推定年俸1億9000万円の単年契約にサインした。なお、2年間務めた選手会長をこの年で退任し、後任に森を指名した。
2020年は新型コロナウイルスの影響で120試合制の短縮シーズンとなり、開幕も6月までずれ込んだが、開幕から8試合連続無失点と好スタートを切った。8月中旬以降は走者を出すことも多く、セーブ失敗もあったが、この年は48試合の登板で5勝0敗1ホールド33セーブ・防御率2.02を記録し、自身初の最多セーブのタイトルを獲得。シーズン無敗の最多セーブ投手は1997年の佐々木主浩、2009年の武田久に続く史上3人目の記録であった。また、通算136セーブとしたことで豊田清が保持していた通算セーブ数の球団記録も更新した。12月4日、シーズン中に取得した国内FA権を行使した上で西武に残留することを発表し、同12日に4年総額12億円超えとなる大型契約を締結。最終年のみ年俸変動制であり、来季は1億1000万円増となる推定年俸3億円でサインした。
2021年も開幕から9試合連続無失点で6セーブを記録し、好スタートを切ったかに思われたが、4月18日 - 5月1日の2週間で3度の救援失敗を喫した。この期間は6試合の登板で2敗2セーブ、5イニングで10失点と大きく調子を落とし、5月4日に出場選手登録を抹消された。抹消後は下半身のコンディション不良のため、しばらく実戦から離れていたが、6月20日の二軍戦で実戦復帰を果たした。しかし、なかなか本来の投球には戻らず、二軍でも打ち込まれる場面が目立った。後半戦の開幕と共に出場選手登録をされ、8月14日の楽天戦、同点の7回表に復帰登板を果たしたが、1回2失点で敗戦投手となった。その後は徐々に状態を上げ、リード・ギャレットの不調もあって、同26日のソフトバンク戦からは8回のセットアッパーを務めたが、10月3日の日本ハム戦でロニー・ロドリゲスに同点のソロ本塁打を浴びると、同8日のソフトバンク戦でも同点ソロ本塁打を被弾し、直後に柳田悠岐を迎えた場面で交代を告げられた。チームのCS進出の可能性が完全消滅すると、10月15日に出場選手登録を抹消され、シーズン最終戦を迎えた同26日に一軍再登録となったが、登板機会は無かった。この年はプロ入り後最少となる33試合の登板、0勝3敗9ホールド8セーブ・防御率4.99という成績に終わり、オフに現状維持となる推定年俸3億円で契約を更改した。
2022年は平良海馬の出遅れもあり、守護神として開幕を一軍で迎えた。支配的な投球ではなく、時には大ピンチに見舞われる場面がありながらも無失点で切り抜ける試合を積み重ね、7月12日終了時点で33試合に登板し、1勝1敗4ホールド22セーブ・防御率1.09を記録すると、翌13日に監督推薦でオールスターに選出された。しかし、7月に入ってからは打ち込まれる試合が目立つようになり、7月13日には無症状ながら新型コロナウイルス陽性判定を受けて出場選手登録を抹消され、オールスターも出場辞退となった。8月5日に一軍復帰を果たしたが、8月だけで2度のサヨナラ負けを喫し、9月6日には近親者に新型コロナウイルス陽性者が出たため、特例2022により登録抹消。幸い増田自身は感染することなく9月8日に一軍復帰し、同日のオリックス戦で通算500試合登板を達成したものの、2本のソロ本塁打で2失点を喫し、続く9月10日の日本ハム戦でもソロ本塁打を打たれて敗戦投手となった。その後も被本塁打による救援失敗が目立ち、この年は52試合の登板で2勝5敗5ホールド31セーブ・防御率2.45という成績を残しながらも、レギュラーシーズン最後の8登板で5被弾とポストシーズンに向けて不安を残し、辻発彦監督もCSでは守護神を固定しないと明言。ソフトバンクとのファーストステージでは負ければ敗退となる第2戦、4点ビハインドの7回裏から登板したが、2失点を喫してチームも敗れた。オフに現状維持となる推定年俸3億円で契約を更改した。
2023年も開幕を一軍で迎え、基本的には守護神として起用されたが、右肩のコンディション不良で出遅れていたこともあり、状態が悪い時期はルーキーの青山美夏人が抑えで起用されることもあった。5月6日のオリックス戦でシーズン初のセーブ失敗を喫し、開幕から9試合の登板で0勝1敗5セーブ・防御率9.35、8回2/3を投げて被安打19という成績であったが、その後も守護神として起用されると、7月30日の楽天戦では同点の9回裏を無失点に抑えてホールドを記録。通算106ホールドとしたことで星野智樹が保持していた通算ホールド数の球団記録を更新した。7月は11試合に登板して1失点と調子が上がってきたかに思われたが、8月は6試合の登板で1勝3敗1セーブ・防御率18.69と再び調子を落とし、9月1日に出場選手登録を抹消された。二軍戦での6試合の登板を経て、9月27日に再登録されたものの、登板機会が無いまま、同30日に腰痛で登録抹消。そのままシーズンを終えることとなり、この年は40試合の登板で4勝4敗6ホールド19セーブ・防御率5.45という成績に終わった。
2024年は開幕1軍メンバーに選ばれるも12試合に登板し、0勝2敗3ホールド防御率4.09と成績が振るわず、6月15日に出場選出登録抹消後は1軍登板はなく、9月17日に今季限りでの現役引退を発表した。9月28日のロッテ戦（ベルーナD）で引退試合に臨み、試合後のセレモニーでは長年バッテリーを組んだ炭谷銀仁朗や4人の子供から花束が届けられ、バックスクリーンには、オリックスの平野佳寿や巨人一軍投手コーチの内海哲也、親交のある騎手のミルコ・デムーロ、登場曲に使用してきた「ライオン」を歌うベリーグッドマンからビデオメッセージが届いた。

## 選手としての特徴
最速156km/hのストレートと縦のスライダー、カーブに加え、社会人時代にチームの臨時コーチを務めた野田浩司から習得したフォークも投げ分ける。
ストレートはナチュラルにカットボール気味に変化し、スライダーとカーブは握りとリリースが同じだという。
フォークは2018年まではほとんど投げない球種であったが、2018年の不調もあり、2019年からは精力的にフォークの質の向上に取り組んだ。本人は「納得いくボールじゃない球種を投げる怖さがあった」と語っており、以前は投球のほとんどがストレートとスライダーであったが、フォークやカーブを恐れず投げ込むようになりピッチングの幅が広がったことで成績が向上した。
50メートル走のタイムは6秒3。遠投100メートル。

## 詳細情報

### 年度別投手成績
| 年 度      | 球 団      | 登 板 | 先 発 | 完 投 | 完 封 | 無 四 球 | 勝 利 | 敗 戦 | セ 丨 ブ | ホ 丨 ル ド | 勝 率 | 打 者 | 投 球 回 | 被 安 打 | 被 本 塁 打 | 与 四 球 | 敬 遠 | 与 死 球 | 奪 三 振 | 暴 投 | ボ 丨 ク | 失 点 | 自 責 点 | 防 御 率 | W H I P |
| ---------- | ---------- | ----- | ----- | ----- | ----- | -------- | ----- | ----- | -------- | ----------- | ----- | ----- | -------- | -------- | ----------- | -------- | ----- | -------- | -------- | ----- | -------- | ----- | -------- | -------- | ------- |
| 2013       | 西武       | 42    | 2     | 0     | 0     | 0        | 5     | 3     | 0        | 5           | .625  | 237   | 52.2     | 60       | 3           | 19       | 2     | 1        | 44       | 1     | 0        | 25    | 22       | 3.76     | 1.50    |
| 2014       | 西武       | 44    | 0     | 0     | 0     | 0        | 3     | 4     | 0        | 22          | .429  | 181   | 44.2     | 35       | 3           | 13       | 4     | 1        | 37       | 0     | 0        | 14    | 14       | 2.82     | 1.07    |
| 2015       | 西武       | 72    | 0     | 0     | 0     | 0        | 2     | 4     | 3        | 40          | .333  | 302   | 74.0     | 64       | 1           | 15       | 2     | 4        | 62       | 2     | 0        | 26    | 25       | 3.04     | 1.07    |
| 2016       | 西武       | 53    | 0     | 0     | 0     | 0        | 3     | 5     | 28       | 5           | .375  | 232   | 54.1     | 51       | 1           | 15       | 5     | 2        | 53       | 0     | 0        | 13    | 10       | 1.66     | 1.21    |
| 2017       | 西武       | 57    | 0     | 0     | 0     | 0        | 1     | 5     | 28       | 4           | .167  | 220   | 56.1     | 41       | 7           | 13       | 2     | 0        | 58       | 0     | 0        | 17    | 15       | 2.40     | 0.96    |
| 2018       | 西武       | 41    | 0     | 0     | 0     | 0        | 2     | 4     | 14       | 2           | .333  | 170   | 38.1     | 44       | 5           | 9        | 2     | 2        | 23       | 1     | 0        | 23    | 22       | 5.17     | 1.38    |
| 2019       | 西武       | 65    | 0     | 0     | 0     | 0        | 4     | 1     | 30       | 7           | .800  | 272   | 69.2     | 51       | 5           | 10       | 1     | 0        | 74       | 0     | 0        | 15    | 14       | 1.81     | 0.88    |
| 2020       | 西武       | 48    | 0     | 0     | 0     | 0        | 5     | 0     | 33       | 1           | 1.000 | 196   | 49.0     | 41       | 3           | 10       | 1     | 2        | 42       | 0     | 0        | 11    | 11       | 2.02     | 1.04    |
| 2021       | 西武       | 33    | 0     | 0     | 0     | 0        | 0     | 3     | 8        | 9           | .000  | 131   | 30.2     | 32       | 4           | 7        | 1     | 1        | 23       | 1     | 0        | 17    | 17       | 4.99     | 1.27    |
| 2022       | 西武       | 52    | 0     | 0     | 0     | 0        | 2     | 5     | 31       | 5           | .286  | 200   | 51.1     | 37       | 7           | 10       | 3     | 0        | 34       | 0     | 0        | 14    | 14       | 2.45     | 0.92    |
| 2023       | 西武       | 40    | 0     | 0     | 0     | 0        | 4     | 4     | 19       | 6           | .500  | 169   | 38.0     | 44       | 5           | 7        | 0     | 2        | 27       | 0     | 0        | 24    | 23       | 5.45     | 1.34    |
| 2024       | 西武       | 13    | 0     | 0     | 0     | 0        | 0     | 2     | 0        | 3           | .000  | 48    | 11.0     | 15       | 1           | 2        | 1     | 0        | 5        | 0     | 0        | 5     | 5        | 4.09     | 1.55    |
| 通算：12年 | 通算：12年 | 560   | 2     | 0     | 0     | 0        | 31    | 40    | 194      | 109         | .437  | 2358  | 570.0    | 515      | 45          | 130      | 24    | 15       | 482      | 5     | 0        | 204   | 192      | 3.03     | 1.13    |

- 各年度の太字はリーグ最高

### 年度別守備成績
| 年 度 | 球 団 | 投手  | 投手  | 投手  | 投手  | 投手  | 投手     |
| 年 度 | 球 団 | 試 合 | 刺 殺 | 補 殺 | 失 策 | 併 殺 | 守 備 率 |
| ----- | ----- | ----- | ----- | ----- | ----- | ----- | -------- |
| 2013  | 西武  | 42    | 1     | 9     | 1     | 1     | .909     |
| 2014  | 西武  | 44    | 2     | 10    | 0     | 0     | 1.000    |
| 2015  | 西武  | 72    | 3     | 12    | 1     | 0     | .938     |
| 2016  | 西武  | 53    | 1     | 5     | 3     | 1     | .667     |
| 2017  | 西武  | 57    | 2     | 6     | 0     | 0     | 1.000    |
| 2018  | 西武  | 41    | 4     | 6     | 0     | 0     | 1.000    |
| 2019  | 西武  | 65    | 3     | 6     | 0     | 0     | 1.000    |
| 2020  | 西武  | 48    | 1     | 2     | 0     | 0     | 1.000    |
| 2021  | 西武  | 33    | 1     | 5     | 0     | 0     | 1.000    |
| 2022  | 西武  | 52    | 5     | 9     | 0     | 0     | 1.000    |
| 2023  | 西武  | 40    | 3     | 3     | 0     | 0     | 1.000    |
| 2024  | 西武  | 13    | 1     | 4     | 0     | 0     | 1.000    |
| 通算  | 通算  | 560   | 27    | 77    | 5     | 2     | .954     |

### タイトル
- 最多セーブ投手：1回（2020年）
- 最優秀中継ぎ投手：1回（2015年）

### 表彰
- 最優秀バッテリー賞：1回（2019年 捕手：森友哉）

### 記録
初記録
- 初登板：2013年6月13日、対中日ドラゴンズ4回戦（西武ドーム）、11回表に6番手で救援登板、1回1失点で敗戦投手（自責点0）
- 初奪三振：2013年6月15日、対横浜DeNAベイスターズ3回戦（西武ドーム）、8回表に荒波翔から空振り三振[129]
- 初ホールド：2013年6月23日、対オリックス・バファローズ9回戦（西武ドーム）、10回表に6番手で救援登板、1回無失点
- 初勝利：2013年6月30日、対北海道日本ハムファイターズ12回戦（札幌ドーム）、7回裏二死に3番手で救援登板、1/3回無失点
- 初先発登板：2013年9月26日、対東北楽天ゴールデンイーグルス22回戦（西武ドーム）、4回1/3を1失点で勝敗つかず
- 初セーブ：2015年9月8日、対オリックス・バファローズ19回戦（西武プリンスドーム）、9回表二死に3番手で救援登板・完了、1/3回無失点[130]

節目の記録
- 100セーブ：2019年9月11日、対福岡ソフトバンクホークス24回戦（メットライフドーム）、9回表に3番手で救援登板・完了、1回無失点 ※史上32人目[131]
- 150セーブ：2022年5月1日、対オリックス・バファローズ9回戦（京セラドーム大阪）、9回裏に3番手で救援登板・完了、1回無失点 ※史上18人目[130]
- 100ホールド：2022年8月10日、対北海道日本ハムファイターズ18回戦（札幌ドーム）、11回裏に7番手で救援登板、1回無失点 ※史上42人目[132]
- 500試合登板：2022年9月8日、対オリックス・バファローズ25回戦（ベルーナドーム）、8回表に4番手で救援登板、1回2失点 ※史上105人目[133]

その他の記録
- 100ホールド100セーブ ※史上7人目[132][注 2]
- オールスターゲーム出場：2回（2015年、2019年） ※2022年も選出されたが、新型コロナウイルス感染のため出場辞退[134]

### 背番号
- 14（2013年 - 2024年）

### 登場曲
- 「僕が一番欲しかったもの」槇原敬之（2013年）
- 「Fly Again」MAN WITH A MISSION（2013年）
- 「コンパス」ベリーグッドマン（2014年 - 2016年シーズン途中・2018年）[注 3]
- 「ライオン」ベリーグッドマン（2016年シーズン途中 - ）[注 4]。
- 「Hello」ベリーグッドマン（2018年）